# Culex galindoi
Culex galindoi är en tvåvingeart som beskrevs av William H.W. Komp och Rozeboom 1951. Culex galindoi ingår i släktet Culex och familjen stickmyggor.
Artens utbredningsområde är Panama. Inga underarter finns listade i Catalogue of Life.